# Isolotto

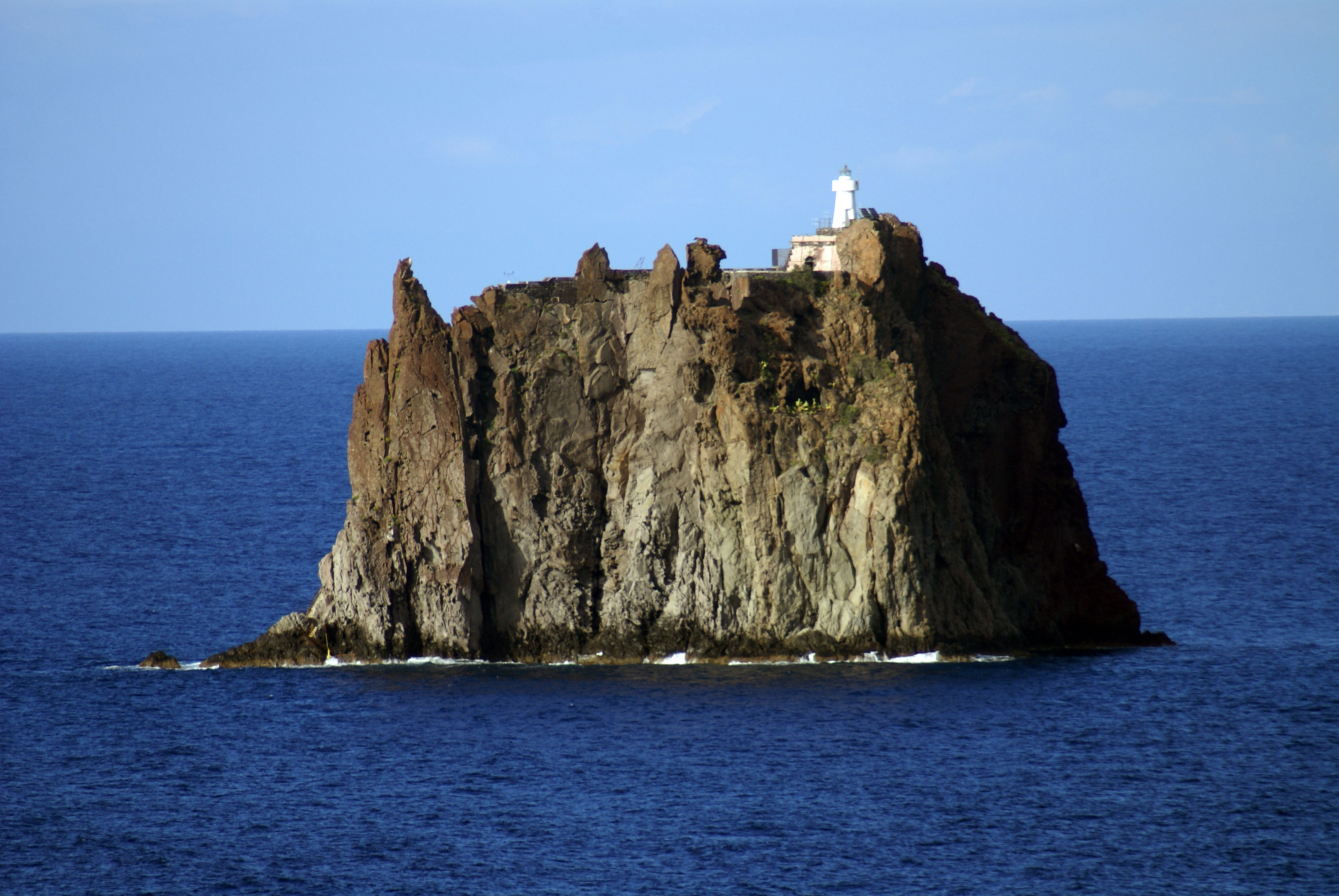
Strombolicchio, esempio di isolotto

Un'isolotto è un'isola di piccola superficie, sulla quale è presente una più o meno sviluppata vegetazione terrestre ma che non si presta alla abitazione umana.